# Standfussiana herbuloti
Standfussiana herbuloti är en fjärilsart som beskrevs av Plante 1985. Standfussiana herbuloti ingår i släktet Standfussiana och familjen nattflyn. Inga underarter finns listade i Catalogue of Life.